# Tunesië op de Olympische Zomerspelen 1960
Tunesië debuteerde op de Olympische Zomerspelen tijdens de Olympische Zomerspelen 1960 in Rome, Italië. Er werd nog geen medaille gewonnen.

## Resultaten en deelnemers per onderdeel

### Voetbal
- Abdel Majid Naji
- Abderrahman Ben Azzedine
- Brahim Kerrit
- Hamadi Dhaou
- Larbi Touati
- Khalled Loualid
- Abdelmajid Chetali
- Mohamed Meddeb
- Mohamed Zguir
- Ahmed Al-Sghaier
- Moncef Cherif
- Ridha Rouatbi
- Taoufik Ben Othman

Afghanistan · Argentinië · Australië · Bahama's · België · Bermuda · Birma · Brazilië · Brits-Guiana · Bulgarije · Canada · Ceylon · Chili · Colombia · Cuba · Denemarken · Duits eenheidsteam · Ethiopië · Fiji · Filipijnen · Finland · Frankrijk · Ghana · Griekenland · Groot-Brittannië · Haïti · Hongarije · Hongkong · Ierland · IJsland · India · Indonesië · Irak · Iran · Israël · Italië · Japan · Joegoslavië · Kenia · Libanon · Liberia · Liechtenstein · Luxemburg · Malakka · Malta · Marokko · Mexico · Monaco · Nederland · Nederlandse Antillen · Nieuw-Zeeland · Nigeria · Noorwegen · Oeganda · Oostenrijk · Pakistan · Panama · Peru · Polen · Portugal · Puerto Rico · Roemenië · San Marino · Singapore · Soedan · Sovjet-Unie · Spanje · Suriname · Taiwan · Thailand · Tsjecho-Slowakije · Tunesië · Turkije · Uruguay · Venezuela · Verenigde Arabische Republiek · Verenigde Staten · Vietnam · West-Indische Federatie · Zuid-Afrika · Zuid-Korea · Zuid-Rhodesië · Zweden · Zwitserland